# Bratříkov
Bratříkov (německy Bratschikow) je vesnice, část obce Pěnčín v okrese Jablonec nad Nisou. Nachází se asi 2 km na jihovýchod od Pěnčína. Prochází zde silnice II/287. Je zde evidováno 141 adres. Trvale zde žije 285 obyvatel.
Bratříkov je také název katastrálního území o rozloze 2,66 km².

## Historie
První písemná zmínka o obci pochází z roku 1624.

## Pamětihodnosti
- Sousoší sv. Petra a Pavla a Dobrého pastýře
- Venkovská usedlost čp. 30